# Fongri

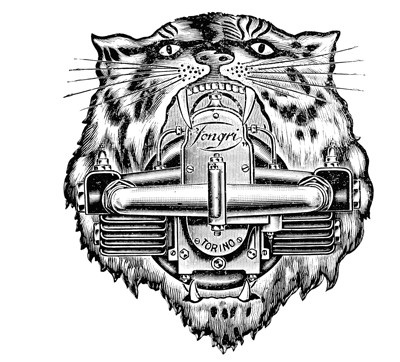

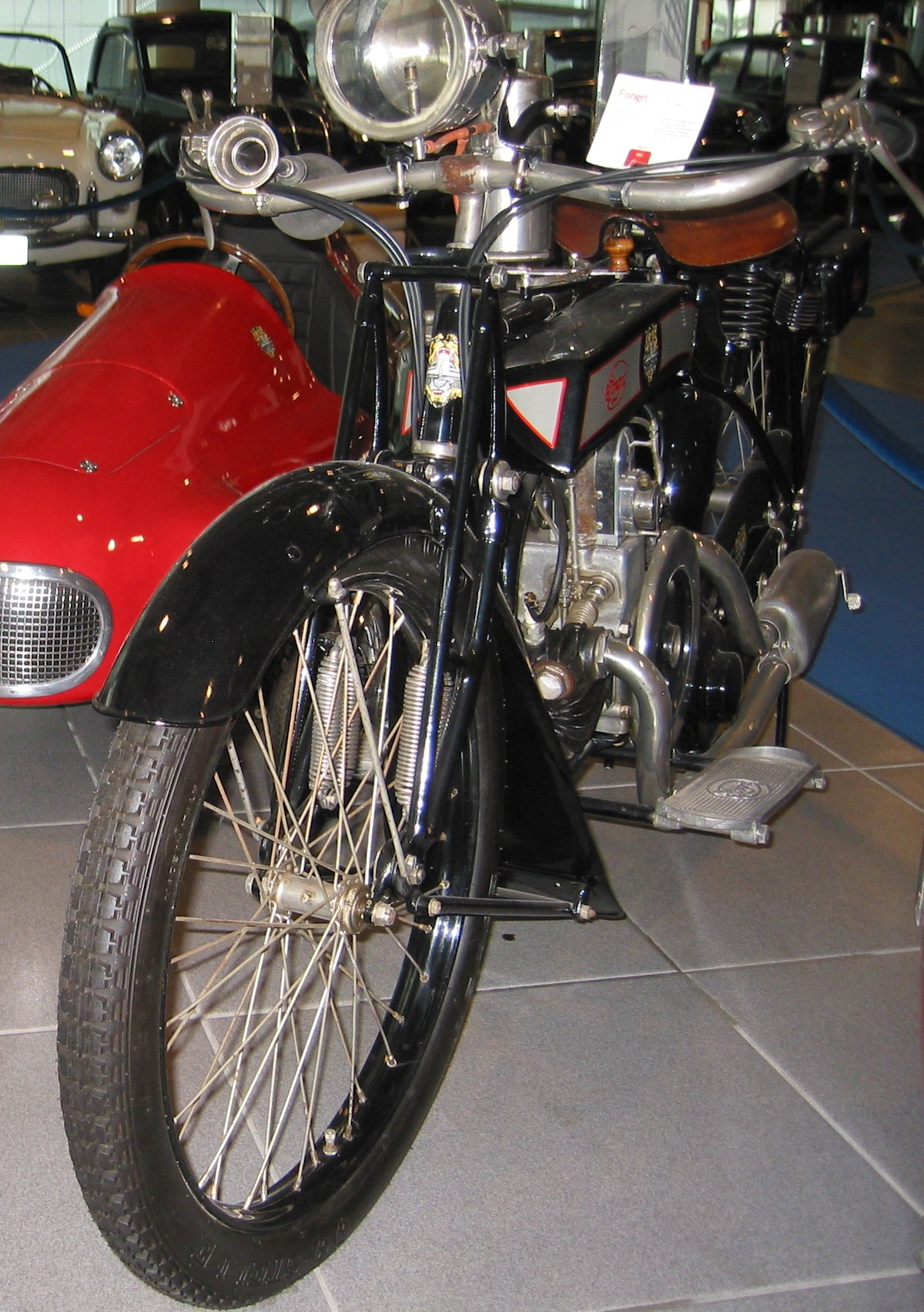
Een Fongri uit 1921.

Fongri is een Italiaans historisch merk van motorfietsen.
De bedrijfsnaam was: Fontana & Fratelli Grignani, Torino, later S.A. Officine Meccaniche, Ceriano Laghetto
De werkelijke startdatum van het bedrijf van Fontana en de gebroeders Grignani is onduidelijk, maar zeker is dat men al vóór de Eerste Wereldoorlog een dwarsgeplaatste 494cc-boxermotor met riemaandrijving uitbracht. Deze machine had een handkoppeling en een tweeversnellingsbak. Tijdens de Eerste Wereldoorlog moest de productie worden onderbroken.
In 1919 kwam er een 578cc-versie waarbij het blok in de lengterichting lag. De aandrijving gebeurde met een oliebadketting. Dit was een mooi afgewerkt model waarbij de ontstekingsmagneet boven de motor zat en door een tandwielstel werd aangedreven. De carburateur en de beide inlaatspruitstukken waren in het blok opgenomen. Het onafgeveerde frame was zeer robuust gebouwd: bij het balhoofd en onder het zadel waren extra verstevigingen aangebracht. De voorvork was wel geveerd met een gepatenteerde, naar voren gebogen voorvork. In 1921 volgde een 575cc-machine met een Sturmey-Archer tweeversnellingsbak. Dit model had al een automatisch smeersysteem en voetschakeling. Op het achterwiel zaten twee verschillende remmen: een stalen remband en een trommelrem met bronzen voering. De machine verbruikte slechts een liter brandstof op 33 kilometer en had een topsnelheid van 85 km/uur.
De verdere geschiedenis is onduidelijk en een aantal bronnen spreken elkaar tegen. Waarschijnlijk heeft Fontana zich al vroeg uit het bedrijf teruggetrokken. In 1921 werd Fongri verkocht aan de S.A. Officine Meccaniche in Ceriano Laghetto. Dit bedrijf was eigendom van een zekere Gianetti, die de machines van Fongri in grote aantallen wilde produceren, maar in 1922 werd de productie al afgebroken. In 1923 bracht Eugenio Grignani zijn machines echter weer op de markt. Hij had hiervoor een nieuwe fabriek in Turijn laten neerzetten.
De nieuwe Fongri’s hadden weer de 575cc-boxermotor. In 1925 kwam er een Luxus Sport model bij alsmede een 500cc-wegrace-uitvoering. In 1926 kwam er een licht model, de 125cc-viertakt Pupilla. In 1930 werd het laatste Fongri-model gepresenteerd, met een watergekoelde 500cc-boxermotor. In hetzelfde jaar sloot men het bedrijf.